# Xibalbaonyx
Genre
Espèces de rang inférieur
- † X. oviceps Stinnesbeck et al., 2017 [1]

- † X. microcaninus Stinnesbeck et al., 2018 [2]
- † X. exinferis Stinnesbeck et al., 2020 [3]

Xibalbaonyx est un genre fossile de paresseux terrestres de la famille des Megalonychidae, découvert en 2010 dans la péninsule du Yucatán, au Mexique. Au moins trois espèces de ce genre vivaient encore à la fin du Paléolithique supérieur, quand l'Homme moderne s'est répandu sur le continent américain. 

## Historique
Le genre Xibalbaonyx a été décrit en 2017 par Sarah Stinnesbeck et al. Le nom est issu de Xibalba, le monde souterrain de la mythologie maya, et du grec ancien ὄνυξ, ónyx (ongle), d'où « griffe de Xibalba ».
Le genre compte trois espèces, connues chacune grâce à un unique spécimen. L'holotype de X. oviceps est un squelette presque complet, récemment découvert dans un système de grottes sous-marines. X. microcaninus est connu grâce à la découverte d'un crâne complet trouvé dans les sédiments de l'ancien paléolac du lac Jalisco . Les restes comparables du crâne et des mandibules présentent des différences suffisamment notables entre les deux fossiles pour affirmer que ces ossements appartenaient à deux espèces proches mais distinctes. 
X. oviceps a été trouvé en 2010, mais en 2014 seuls le crâne, la mandibule, une dizaine d’os et sept griffes avaient été remontés lors d'une expédition montée par Carmen Rojas Sandoval (archéologue à l'Institut national d'anthropologie et d'histoire, dit INAH).
X. microcaninus a été découvert en 2014, sous l'eau au fond d’un puits naturel situé près de la côte caraïbe du Mexique, où ses ossements étaient éparpillés sur 50 à 55 mètres.

## Description
Xibalbaonyx oviceps mesurait environ 2 mètres de long et pesait environ 200 kg. Les découvreurs suggèrent une taille comparable pour Xibalbaonyx exiniferis.

## Liste des espèces
Trois espèces ont été décrites :
- † Xibalbaonyx oviceps, connue par un squelette presque complet trouvé sous l'eau dans un réseau de grottes sous-marines près de Tulum[5],[1].
- † Xibalbaonyx microcaninus, connue par un crâne complet, avec mandibule trouvée en premier dans les sédiments d'un ancien lac à Jalisco[2].
- † Xibalbaonyx exinferis, connue par une branche fragmentaire de mandibule gauche, un atlas et un humérus gauche, trouvés aussi dans une grotte sous-marine de la péninsule du Yucatan[3].

X. microcaninus a survécu aux effets de toutes les glaciations, mais aurait disparu vers 10000 av. J.-C. lors de l'expansion des populations humaines en Amérique. Ce spécimen, selon les premières analyses commandées par l'INAH, aurait vécu il y a « entre 10647 et 10305 av. J.-C. ».